# Митчелл, Томас Н.
Томас Ноэл Митчелл (англ. Thomas N. (Noel) Mitchell; род. 7 декабря 1939, Каслбар, Коннахт) — ирландский античник, специалист по поздней Римской республике и в особенности по Цицерону. Доктор философии (1966), эмерит-провост дублинского Тринити-колледжа, прежде профессор Суортмор-колледжа. Член Ирландской королевской академии, иностранный член Американского философского общества (1996).
Лауреат Henry Allen Moe Prize in the Humanities (2002).
Окончил с первоклассным отличием Ирландский национальный университет в Голуэе как бакалавр B.A. и магистр M.A., учился там с 1958 года. Степень доктора философии получил в Корнелле. До 1979 года являлся преподавателем классики в Суортмор-колледже, с 1978 — профессор. Вернувшись в Ирландию по приглашению проф. William Bedell Stanford, стал преподавателем латыни дублинского Тринити-колледжа. С 1991 года провост последнего (стал первым выборным католиком на этом посту), вплоть до своей отставки в 2001. Автор трех крупных книг: Cicero, the Ascending Years (1979), Cicero: Verrines II.1 (1986), Cicero, the Senior Statesman (1990) — эта последняя книга стала продолжением его первой, исследованием политической жизни и мысли Цицерона. Также автор более двух десятков статей в международных журналах, по различным аспектам римской политической и социальной истории, а также римского конституционного права.